# Heutagógia
Az oktatásban a heutagógia szót Stewart Harse, a Southern Cross Egyetem és ausztrál Chris Kenyon jegyzi, mely önmeghatározott tanulást jelent.
A kifejezés egy kiterjesztése és újrafogalmazása az andragógiának, és könnyű őket összetéveszteni. Azonban számos különbség lelhető fel a kettő között. A heutagógia különös hangsúlyt fektet a tanulás tanulására, dupla körös tanulásra, az univerzális tanulási lehetőségekre, a nemlineáris rendszerekre és a valódi önirányított tanulásra. Azaz például míg az andragógia arra fókuszál, hogy az emberek milyen módon tudnak a legjobban tanulni, a heutagógia megkívánja, hogy az egyén a tanulási folyamat közben saját tanulási módszereit is fejlessze, megtanuljon tanulni, ne csak az adott tárgyat. Ugyanúgy, ahol az andragógia a strukturált oktatásra fókuszál, a heutagógiában minden tanulási tartalom, formális és informális is szóba jöhet.

## Etimológia és általánosítás
A heutagógia szó a görög heuretikosz, ill. heuriszta szóból származik, jelentése: ’felfedezni’, ’feltalálni’.

## Fordítás
- Ez a szócikk részben vagy egészben  a   Heutagogy című angol Wikipédia-szócikk fordításán alapul.  Az eredeti cikk szerkesztőit annak laptörténete sorolja fel. Ez a jelzés csupán a megfogalmazás eredetét és a szerzői jogokat jelzi, nem szolgál a cikkben szereplő információk forrásmegjelöléseként.